# هانس کلینک هامر
هانس کلینک هامر (انگلیسی: Hans Klinkhammer؛ زادهٔ ۲۳ اوت ۱۹۵۳) بازیکن فوتبال اهل آلمان است.
از باشگاه‌هایی که در آن بازی کرده‌است می‌توان به باشگاه فوتبال مونیخ ۱۸۶۰ و باشگاه فوتبال بروسیا مونشن‌گلادباخ اشاره کرد.
وی همچنین در تیم ملی فوتبال West Germany B بازی کرده‌است.